# Captura del vapor Marquês de Olinda
La captura del vapor Marquês de Olinda fue una acción naval paraguaya realizada el 12 de noviembre de 1864, en Potrero-Poña, sobre el río Paraguay, que consistió en la captura del buque mercante brasileño y de todas las personas a bordo. El presidente paraguayo Solano López ordenó la acción como respuesta a la invasión brasileña de Uruguay, antes de realizar cualquier declaración formal de guerra entre Paraguay y el Imperio de Brasil.
Desde los tiempos en que Carlos Antonio López gobernaba Paraguay ya existían desacuerdos entre ambos países, aunque de forma pacífica, en cuestiones territoriales y fronterizas. Con el ascenso de Solano López al poder, estos desacuerdos se volvieron más agresivos, a medida que López amplió su política exterior, llegando a un entendimiento con los líderes argentinos y uruguayos con el fin de facilitar el acceso de Paraguay al mar a través del Río de la Plata. A pesar de esto, no había nada entre el Imperio de Brasil y Paraguay que justificara cualquier acción militar por parte de los involucrados. Sin embargo, con la Guerra de Uruguay en marcha, los uruguayos intentaron presionar a López para que los ayudara contra los brasileños enviando agentes para persuadirlo y también para recopilar información que fuera relevante para la causa uruguaya.
Uno de los agentes descubrió que el Marquês de Olinda, rumbo a Corumbá, transportaba al recién nombrado presidente de la provincia de Mato Grosso, e informó a López que el barco transportaba "armamento y cargamento valioso", aconsejándole que se apoderara del mismo. Fue un intento uruguayo de lograr que los paraguayos actuaran para distraer a Brasil de su territorio. López siguió el consejo y capturó el barco el 12 de noviembre de 1864, antes de que saliera de Paraguay. Todos los pasajeros, tripulantes y oficiales brasileños fueron encarcelados y la mayoría de estos últimos murieron a causa de torturas, hambre y falta de atención médica. Sólo dos oficiales sobrevivieron al arresto y fueron liberados en 1869.
La captura del Marquês de Olinda desencadenó acontecimientos que condujeron al inicio de la Guerra del Paraguay, aunque el verdadero origen del conflicto es motivo de desacuerdo entre los historiadores. Tras la captura, los paraguayos convirtieron el buque en un buque de guerra y lo utilizaron en la campaña del Mato Grosso y la Batalla del Riachuelo. En esta última, el buque fue embestido por la fragata brasileña Amazonas y volcó, tras lo cual fue desmantelado e incendiado.

## Trasfondo

### El barco
El Marquês de Olinda fue construido en el Estabelecimento de Fundição e Estaleiros Ponta da Areia, en Niterói, a finales de la década de 1850. Estaba hecho de madera, impulsado por ruedas laterales y mástiles. Tenía un calado reducido apto para la navegación fluvial, desplazaba 180 toneladas y contaba con una máquina de vapor de 80 CV.   El barco entró en servicio el 8 de noviembre de 1859 y su primer capitán fue el subteniente João Frederico Berrizo.  Su nombre era un homenaje al primer ministro del Brasil, regente y presidente del Consejo Imperial Pedro de Araújo Lima, marqués de Olinda.  El primer viaje de la nave se realizó el 27 de noviembre de ese año, en la ruta Montevideo-Corumbá-Montevideo. En este viaje participaron unos 70 pasajeros de diversas nacionalidades. Posteriormente, el barco realizaría este recorrido ocho veces al año. 
Con las empresas Bernal & Cárrega, primero, y G. Matti & Cia, después, entre 1860 y 1862, transcurrió entre la ciudad de Buenos Aires y Corumbá al mando de Berrizo, con escalas en San Nicolás de los Arroyos., Rosario, Paraná, Corrientes y Asunción.  Posteriormente, aun en 1862, pasó a formar parte de la carta de navegación de la Compañía de Navegación de Alto Paraguay.  En 1863, al mando de Hipólito Betancour, extendió su servicio hasta la ciudad de Cuiabá, a unos 660 kilómetros de Corumbá, totalizando un recorrido de recorrido de aproximadamente tres mil kilómetros.  En el momento de la captura, el barco brasileño estaba comandado por el primer teniente retirado del Cuerpo de la Armada Imperial, Manoel Luiz da Silva Souto. Este fue el segundo viaje bajo el mando de Souto, y llevaba a bordo el escriba Antonio Fernando Póvoas y otros 42 tripulantes, entre ellos dos oficiales del Ejército Imperial Brasileño y cinco oficiales de la armada. 

### Disputas fronterizas
Hubo desacuerdos entre Brasil y Paraguay, aunque de forma pacífica, sobre la navegación de los ríos y sobre cuales eran los límites territoriales de los dos países. Para los primeros, la libre navegación por el río Paraguay era de suma importancia, ya que era el medio más práctico para llegar a la remota provincia de Mato Grosso.  Desde Río de Janeiro hasta Cuiabá, navegando por el río, se tardaban alrededor de 18 días; por tierra, aunque más cerca, tomaba meses debido a los numerosos obstáculos naturales en el camino.  Paraguay era consciente de ello y aprovechó esta situación para plantear disputas en cuestiones fronterizas, relativas al territorio ocupado por los brasileños y ubicado en la margen izquierda del río Paraguay, entre los ríos Apa y Branco. Incluso con tales desacuerdos, nunca hubo consecuencias graves ni conflicto alguno. Asimismo, el gobierno brasileño tenía como prioridad no permitir la unión del Paraguay con la Confederación Argentina, lo que provocó muchos problemas debido a su gran inestabilidad política. 
Este período de desacuerdo pacífico entre brasileños y paraguayos terminó con la muerte del presidente Carlos Antonio López. Su hijo, Francisco Solano López, asumió en consecuencia la presidencia y pronto amplió la política exterior del país, iniciando conversaciones con el general argentino Justo José de Urquiza, que gobernaba la provincia de Entre Ríos,  y con el Partido Blanco de Uruguay. Si estas conversaciones tuvieran éxito, facilitarían el acceso de Paraguay al mar. 
Con la guerra de Uruguay en marcha y luego del ultimátum de Brasil a Uruguay, para que estos países garantizaran que llegarían rápidamente a un acuerdo que resolviera los reclamos de Brasil y garantizara la seguridad de los ciudadanos brasileños en Uruguay, lo que no sucedió, en 1864 Brasil inició una intervención militar en el país.   Al enterarse de esto, López inmediatamente envió un ultimátum a Brasil, el cual fue ignorado.  Pese a ello, no se esperaba que Paraguay pudiera tomar alguna acción que llevara a la guerra entre ambas naciones, por el contrario, la correspondencia intercambiada por los ministros brasileños acreditados en Asunción y Buenos Aires, y otras llegadas al Paraguay, escritas a raíz de la invasión brasileña a Uruguay, no aludían a un cambio en la relación entre ambos gobiernos. 

### Guerra en Uruguay

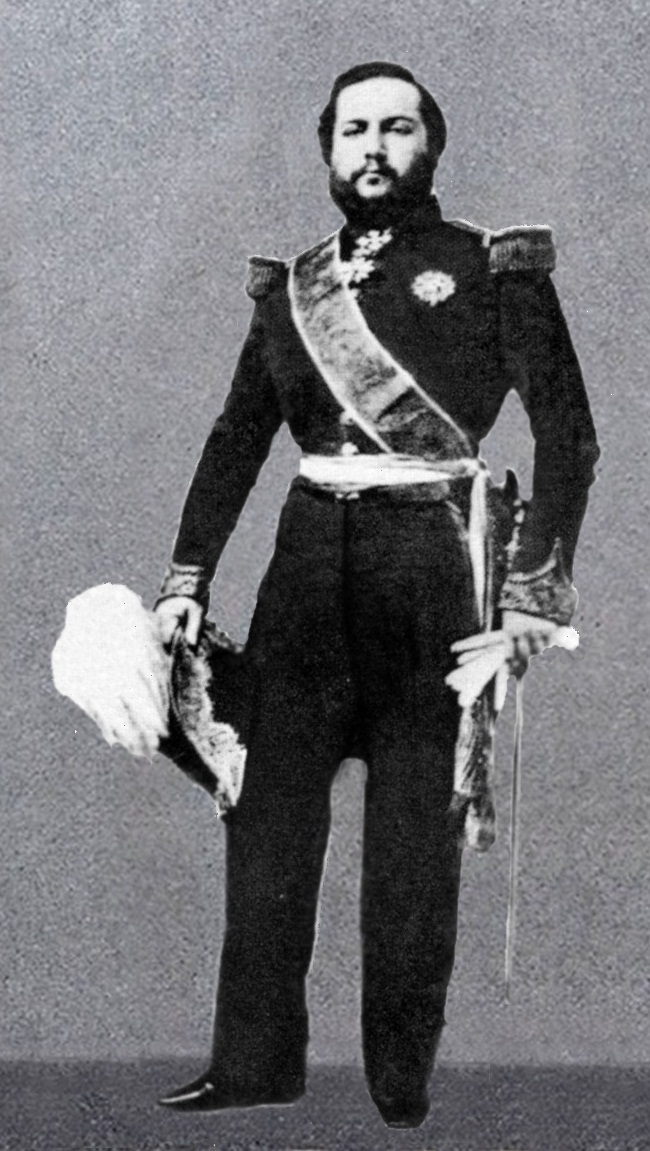
Francisco Solano López, alrededor de 1864

En julio de 1864, Antonio de las Carreras, líder del Partido Blanco de Uruguay, se reunió con López para obtener garantías del gobierno paraguayo, que contaba con un ejército numeroso y bien organizado, de que participaría en la guerra a favor. de Uruguay. López había prometido previamente que garantizaría la independencia de Uruguay en caso de interferencia externa. Carreras regresó a su país con la promesa del presidente paraguayo de que los ayudaría. Nada más llegar asumió cargos importantes en el gobierno, como el de Montevideo y otros tres departamentos uruguayos, para su decepción, ya que la ayuda paraguaya prometida nunca llegó, y se limitó a una nota de protesta con el gobierno argentino el 30 de agosto.  Carreras, sin embargo, no renunció a recibir ayuda de Solano López y, con el apoyo de José Vásquez Sagastume, ministro uruguayo residente en Asunción, intentó persuadirlo para que adoptara alguna actitud hostil, empleando su ejército en acciones que desviaron la atención de Brasil de Uruguay. 
Los uruguayos hicieron todo lo posible para alentar a López a provocar un incidente, sin importar cómo, siempre y cuando los paraguayos actuaran de manera hostil hacia Brasil. Según Charles Ames Washburn, "Sagastume conocía las debilidades de López", a quien le gustaba ser elogiado, y en este sentido no escatimó elogios exagerados hacia López, afirmando que desde niño ya había demostrado un gran talento en el marco militar, aunque sus detractores argumentaron que sus tropas no participaron en ningún combate y que nunca se había acercado a un campo de batalla. Sagastume también afirmó que Paraguay tenía un ejército poderoso, capaz de lanzar una gran ofensiva contra Brasil para tomar muchas ciudades y territorios, amenazando con destruir el imperio y llevando al emperador Pedro II a aceptar los términos de paz que le convenían. 
Solano López sabía de la revolución que suponían los buques monitores y acorazados en la Guerra de Secesión, y que Brasil y Argentina no contaban con tales buques.  También afirmó que estaba trabajando para adquirir estos buques y que pediría autorización al congreso de su país para obtener un préstamo importante para negociar la adquisición de estos buques en Europa. En palabras de Washburn, una vez logrado ese objetivo, López imaginó que tendría el camino despejado para atacar Buenos Aires y Montevideo, y desde allí atacar Río de Janeiro y dictar los términos de la rendición de Pedro II. La Guerra de Uruguay se interpuso en sus planes, ya que aún no estaba preparado para involucrarse en un conflicto bélico; no había encargado los barcos porque aún no había logrado el préstamo, además de no haber fortalecido algunas posiciones defensivas en el río Paraguay, como la Fortaleza de Humaitá, y no haber recibido grandes cantidades de armamento que había encargado. 
El gobierno uruguayo, impaciente por la demora de Paraguay en actuar, envió varios agentes a ese país en misión no oficial para instar a una acción inmediata e informar si López realmente se estaba preparando para la guerra. Entre ellos se encontraba un coronel llamado Laguna y el agente Juan J. Soto, quienes eran íntimos de López y mantenían correspondencia con él. Soto informó al gobierno uruguayo que la posición de López era incierta e indecisa. 

### Espionaje
La noticia de la invasión brasileña del Uruguay, el 14 de octubre de 1864, llegó a Asunción a los pocos días. No se produjo ninguna acción inmediata por parte de los paraguayos y nada sugería interrupción alguna en su relación con Brasil. El 9 de noviembre, el vapor brasileño Marquês de Olinda navegaba por el río Paraguay, acercándose a la Fortaleza de Humaitá, en su viaje regular hacia la provincia de Mato Grosso.  Ajeno a cualquier peligro, y tras los habituales saludos al fuerte, el barco brasileño retomó su viaje hacia Corumbá. El 11 de noviembre, el buque atracó en el puerto de Asunción e inició trámites rutinarios, como la rápida distribución del correo y la reposición de carbón. A las trece horas del mismo día reanudó su viaje hacia Mato Grosso. 
Ese día Solano López se encontraba en el campamento de Cerro León, a unos 56 kilómetros de Asunción. Le habían informado, en carta entregada esa mañana, que el Marquês de Olinda, escoltado por la fragata de guerra Amazonas, transportaba al nuevo presidente de la provincia de Mato Grosso, junto con un ingeniero militar, muchas armas y un valioso cargamento. Soto, que había entregado la carta a López, le aconsejó tomar posesión de ambos barcos. El Amazonas, sin embargo, no participó en este viaje. La carta que recibió López había sido enviada desde el propio Marquês de Olinda. 

## La captura
Tras recibir la información, López envió la orden de captura, aun a primeras horas de la tarde del mismo día, por tren, para que el vapor Tacuarí partiera en busca del buque brasileño, con instrucciones de capturarlo por la fuerza, si fuera necesario. A pesar de que el vapor paraguayo era el barco más rápido atracado en el puerto de Asunción, no contaba con combustible para cumplir de inmediato el pedido. Se perdieron varias horas en el suministro de carbón y hacia el final uno de los tubos de la caldera sufrió una avería. El barco zarpó a primera hora de la tarde. 
Eran alrededor de las 6:30 horas del 12 de noviembre, cuando la tripulación del Marquês de Olinda detectó una columna de humo que iba aumentando progresivamente y que pronto identificaron como el vapor paraguayo que se dirigía hacia ellos. Tacuarí disparó un tiro de advertencia para que el vapor brasileño se detuviera y al pasarlo se quedó delante de la proa. Por ser más rápido, el barco paraguayo y algunas otras embarcaciones armadas alcanzaron al Marquês de Olinda antes de que cruzara la frontera paraguaya, en la región de Potrero-Poña, al sur de Concepción, a 66 kilómetros de Asunción.    Después de detener al Marquês de Olinda, una lancha del Tacuarí llevó una carta al comandante Manoel Luiz da Silva Souto ordenando "el inmediato regreso a Asunción y, en caso de resistencia, el barco capturado sea puesto bajo el fuego del corsario". El comandante brasileño analizó el documento y decidió reunirse con la tripulación para explicarles lo que estaba pasando. Al analizar la situación quedó claro que la resistencia era imposible y se redactó una carta de protesta que fue enviada al comandante paraguayo, pero que fue rechazada. El capitán de Tacuarí dijo que no estaba autorizado a recibir papeles y que el capitán brasileño debía cumplir las órdenes al gobierno paraguayo. La embarcación brasileña zozobró y fue escoltada río abajo  por la embarcación paraguaya, atracando en el puerto de Asunción la noche de ese mismo día. 
Al día siguiente, dos lanchas amarradas al barco y un oficial con algunos centinelas subieron a bordo y buscaron al comandante Souto para informarle que "le harían compañía". Los centinelas paraguayos estaban esparcidos alrededor del barco. El día 17, una comisión creada por el Ministerio de Guerra y Marina del Paraguay, integrada por el coronel Francisco Wisner de Morgenstern, José Falcón y otro miembro de nombre no registrado, abordó el barco para examinar la correspondencia que transportaba el buque, con la justificación que supieran lo que convenía a la causa pública paraguaya. De hecho, la comisión registró el equipaje de todos los tripulantes y pasajeros, rebuscando incluso en el depósito de carbón, lo que provocó cierta animadversión entre un oficial brasileño y Falcón. Se confiscaron 400 millones de réis pertenecientes al Imperio de Brasil y 8 millones de réis de la naviera a la que pertenecía Marquês de Olinda, además de algunas pertenencias de los pasajeros.  Al analizar lo buscado, Solano López se habría decepcionado, pues el barco no llevaba armas ni carga valiosa, según el informe de su agente, y el dinero confiscado perdió su valor cuando la noticia de la confiscación llegó a Brasil.  A nadie a bordo se le permitió comunicarse con nadie en tierra. Al tomar conocimiento de lo sucedido, el ministro brasileño radicado en Asunción, pidió explicaciones al gobierno paraguayo, a lo que recibió respuesta junto con una nota del diplomático paraguayo José Berges, quien declaró formalmente que habían cesado las relaciones diplomáticas entre ambos países, debido a que Brasil había invadido Uruguay.  
Los oficiales brasileños comenzaron a desembarcar para ser interrogados. Posteriormente los llevaron a un vapor paraguayo para ser interrogados nuevamente. Se preguntó a los brasileños si no sabían sobre la protesta del 30 de agosto de ese año, si no sabían del ingreso de fuerzas militares brasileñas a Uruguay, si tenían alguna instrucción particular del gobierno brasileño, y, finalmente, ¿cómo se atrevían a pasar por aguas paraguayas sabiendo estas cosas? y si no temían la guerra que se le declaraba al Brasil. La respuesta brasileña fue casi siempre la misma: se sabía que Brasil había invadido Uruguay por las noticias de los periódicos; que iban a tomar posesión de sus nuevos cargos, y que no tenían idea de que había una declaración de guerra.  Entre la tripulación se encontraba el recién nombrado presidente de la provincia de Mato Grosso, Frederico Carneiro de Campos y un ingeniero militar. Todos fueron hechos prisioneros y la abrumadora mayoría de los oficiales brasileños nunca regresaría a Brasil. Al principio sólo fueron liberados ingenieros de otros países y de la legación brasileña. Luego de apoderarse del barco, los paraguayos enviaron a los prisioneros a tiendas de campaña instaladas cerca del río Paraguay y luego los llevaron al interior del país, la mayoría de ellos murieron a causa de las torturas y el hambre.   Aun así, algunos sobrevivieron. 
Para dar apariencia de regularidad a la captura del Marqués de Olinda, se improvisó un tribunal del almirantazgo para decidir sobre la legalidad de la acción. Los trabajos de la corte nunca se publicaron y, según Washburn, sus miembros no tenían idea de qué era un tribunal del almirantazgo. El imputado no tenía ningún representante legal, ya fuera oficial, tripulación o pasajero. Al público recién se le infromó en el diario El Semanario que el embargo del vapor había sido decidido por un tribunal, que consideró el buque como presa de guerra. 
El tribunal, presidido por Andrés Gill, resultó ser una completa farsa. Según la ley paraguaya, todos y cada uno de los casos estaban sujetos a la apelación del presidente y el juicio tenía como único objetivo dar regularidad a las órdenes de López. Todas las diligencias tomadas, en el caso de la captura del vapor brasileño, siguieron las órdenes directas de López y si algún miembro del tribunal protestaba sobre la legalidad del proceso, sufriría consecuencias. En opinión de Washburn, la captura del barco y su tripulación violó todas las normas de la guerra moderna, si bien López insistió en que tenía derecho a hacerlo. 

## Consecuencias

### Guerra del Paraguay
El 30 de agosto de 1864, el gobierno paraguayo envió un ultimátum al Imperio del Brasil: “(...) el gobierno de la República del Paraguay considerará cualquier ocupación del Territorio Oriental [Uruguay] por fuerzas imperiales... como un ataque sobre el equilibrio de los Estados Platinos, que interesa a la República del Paraguay como garantía de su seguridad, paz y prosperidad, y con la más solemne protesta contra tal acto, eximiéndose de responsabilidad por hechos posteriores a la presente declaración”. Esta protesta no llegó a Brasil hasta el 19 de octubre, y a partir de entonces comenzaron los preparativos para la defensa de Mato Grosso. El ultimátum fue reafirmado en notas enviadas los días 3 y 4 de septiembre, lo que desencadenó la guerra del Paraguay. 
Al aprisionar al Marquês de Olinda, Solano López concluyó que Brasil estaba decidido a hacer la guerra contra su país. Un factor que, a su juicio, corroboró su razonamiento, fue el conocimiento de que la fragata de guerra brasileña Amazonas y otras dos brasileñas navegaban por el río Paraguay hacia Mato Grosso, transportando armas, implicando preparativos de guerra. Sin embargo, ese no fue el caso. Para López la guerra era inevitable, por lo que inició los preparativos para la invasión de Mato Grosso el 15 de noviembre, y esta debería producirse lo antes posible, y así sucedió. 
López planeó la invasión de Mato Grosso en dos columnas. Una de ellos, al mando de Vicente Barrios, avanzaría por el río Paraguay, posiblemente rumbo a Cuiabá. Esta columna contaba con 12 piezas de artillería estriada, cohetes congreve y más de mil jinetes. A la expedición se sumaron los vapores Tacuarí, Paraguarí, Igurey, Río Blanco e Ypora; las goletas Independencia y Aquidabán, el patache Rosario y las embarcaciones Humaita y Cerro León. Posteriormente, se les sumaron el Salto de Guaíra, el Río Apa y el propio Marquês de Olinda. La fuerza total ascendía a 3.200 hombres. La segunda columna estaba al mando del coronel Isidoro Resquín y estaba integrada por 2.500 soldados de caballería e infantería. Avanzó por Bela Vista, Nioaque, Miranda, Coxim y de allí, posiblemente, hasta Cuiabá, que sería atacada por las dos columnas convergentes. La invasión de Mato Grosso comenzó el 27 de diciembre de 1864.  A partir de entonces comenzó el conflicto armado interestatal más grande de Sudamérica, la Guerra del Paraguay,  que se prolongaría por más de cinco años, hasta que Solano López murió en el combate de Cerro Corá en 1870. 

### Destino del barco

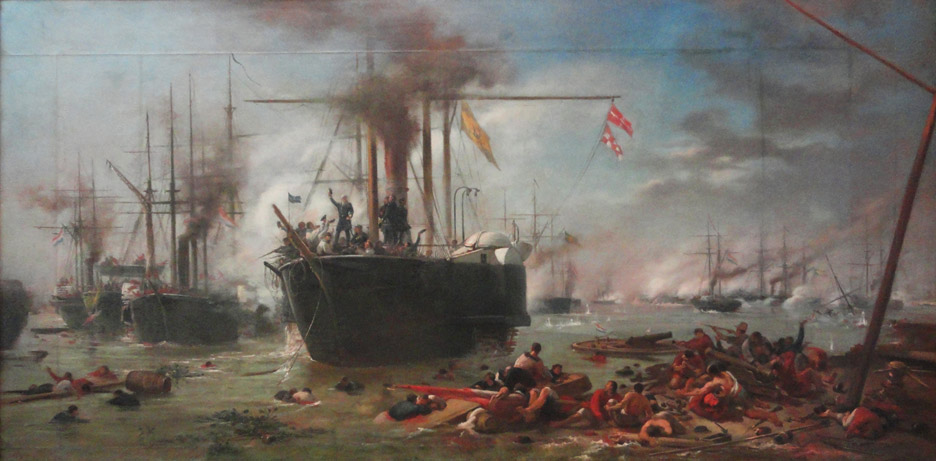
La batalla del Riachuelo,por Víctor Meirelles.

Tras la captura del barco, los paraguayos lo convirtieron en un buque de guerra, armándolo con 8 cañones.  El 11 de junio de 1865, el Marquês de Olinda, al mando del teniente Wenceslao Robles,  fue uno de los barcos que atacó a los barcos brasileños en la batalla del Riachuelo. En su momento, el barco brasileño Parnaíba fue abordado por los paraguayos a bordo de tres buques, además del Jequitinhonha. Se inició un combate cuerpo a cuerpo en la cubierta del Parnaíba, tras el cual el Marquês de Olinda acudió en ayuda y abordó el Parnaíba con cientos de experimentados soldados paraguayos, armados con sables, hachas y revólveres. 

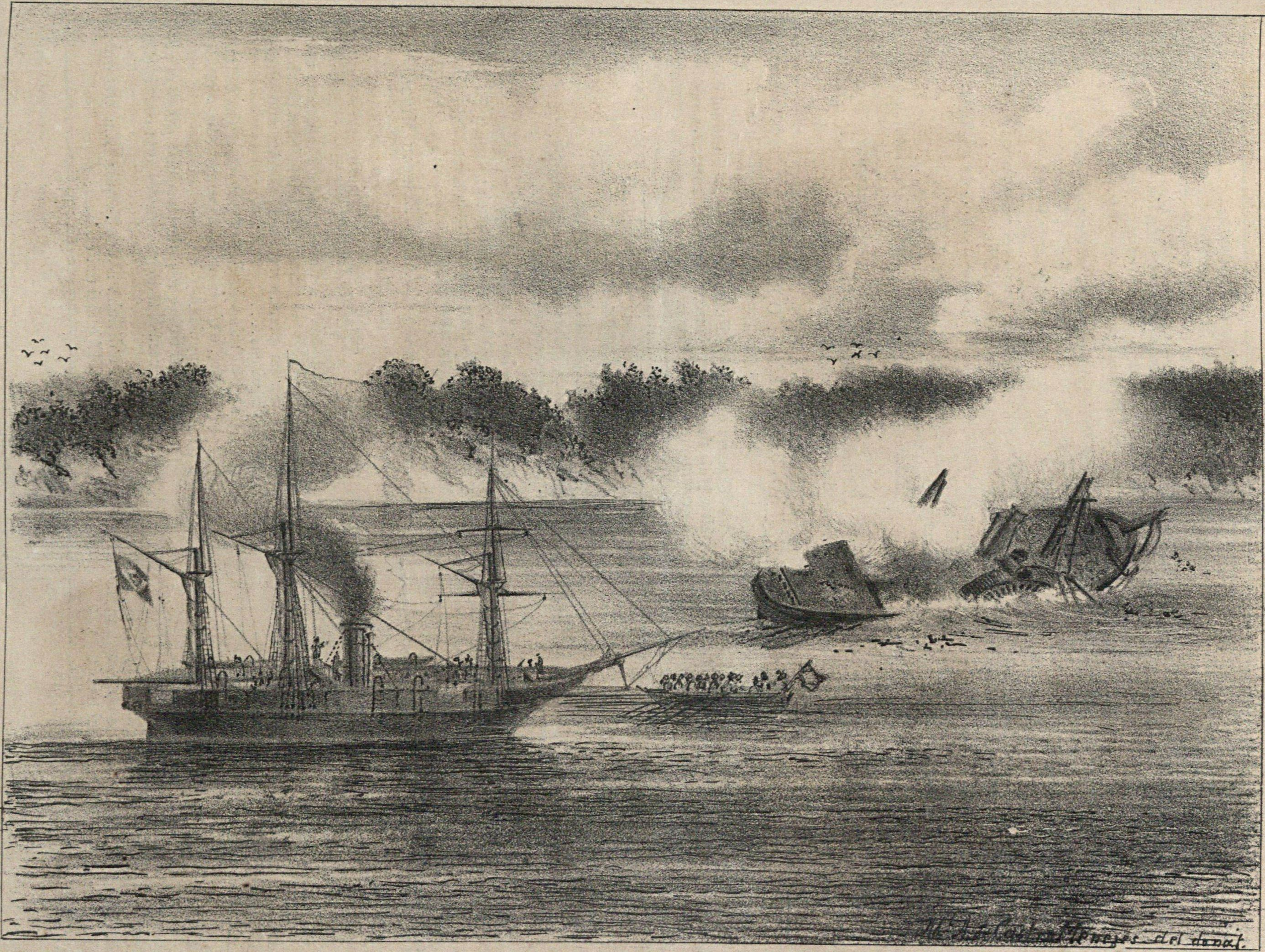
Marquês de Olinda en llamas tras la Batalla del Riachuelo (Semana Ilustrada, n.º 248, 1865)

Los paraguayos lograron un éxito inicial, después de una hora de lucha, subiendo la cubierta hasta el palo mayor. Los artilleros, protegidos por sus propias piezas de artillería, les dispararon sin cesar, apoyados por Mearim y Belmonte. Al primer disparo de los barcos, los abordadores abandonaron a sus compañeros que habían subido el Parnaíba.  Tratando de ayudar a sus compañeros, el Marquês de Olinda se acercó al combate, pero fue impedido por el Amazonas, que previamente se encontraba disparando contra las baterías de artillería costera de José María Bruguez, quienes cargaron directamente contra el barco, embistiéndolo y provocando que zozobrara, terminando así su participación en la guerra.  
Al día siguiente, el barco había sido avistado y abordado por el Araguari, al mando del teniente Antônio Luís von Hoonholtz. A bordo se encontraban con vida 55 tripulantes, además de un maquinista británico y su comandante, el teniente Ezequiel Robles, hermano de Wenceslao Robles, general al mando de las tropas en Corrientes, herido de muerte. Con la ayuda de un oficial paraguayo, Robles entregó ceremonialmente su espada al teniente Hoonholtz, muriendo a causa de sus heridas el 14 de junio. La tripulación del Marquês de Olinda fue capturada en la misma fecha y el barco fue desmantelado e incendiado el 17 de junio. 